# Pentax MZ-5

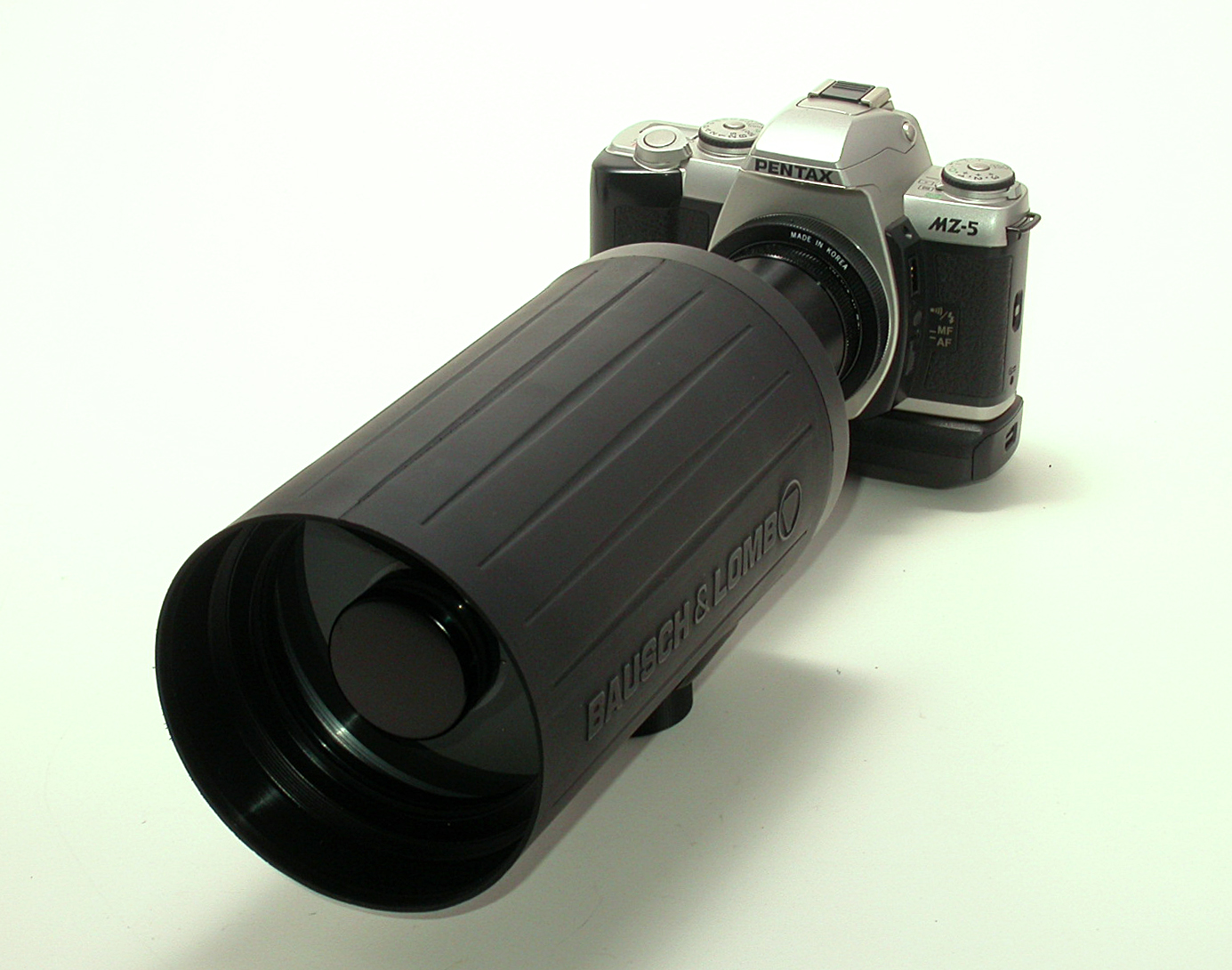

Pentax «MZ-5» — малоформатный однообъективный зеркальный фотоаппарат с автофокусом, выпускавшийся с 1996 до 2001 года в чёрном и чёрно-серебристом исполнении. В США фотоаппарат известен под названием «ZX-5» и производился с 1996 по 1998 год в чёрно-серебристом исполнении. Выпускалась также модель с датирующей задней крышкой. Камера имеет металлический байонет, что позволяет использовать её при съемке с быстрой и многократной заменой оптики, либо при использовании профессиональных светосильных объективов весом свыше килограмма. Сенсор автофокусировки — широкий 3-точечный с блокировкой.

## Основные характеристики
- Режимы: M(ручной), Av(приоритета диафрагмы), Tv (приоритет выдержки) и P(режим программной линии)
- Встроенный экспонометр с тремя режимами экспозамера, выставляемыми переключателем.
- Экспокоррекция ±3 EV с шагом — 1/2 EV.
- Звуковое подтверждение автофокусировки.
- Блокировка экспозиции отсутствует.
- Автоспуск — 12 с.
- Электронный затвор из металлических ламелей с вертикальным ходом 30 — 1/2000 сек, В.
- Питание 6 Вольт: 2 элемента CR2. Дополнительно может быть использован батарейный блок с 4 элементами AA.
- Моторная протяжка плёнки с возможностью серийной съемки до 2 к/с.
- Отображение в видоискателе всех параметров съемки.
- ЖКИ-дисплей на верхней панели корпуса, на котором отображаются все режимы работы камеры.
- Диоптрийная коррекция видоискателя в диапазоне +1,5D до -2,5D.
- Панорамная съемка (формат кадра 13×36 mm) в моделях с датирующей задней крышкой.
- Нижний температурный порог с применением выносного контейнера питания, содержащего щелочные элементы типа АА, составляет −17 C°[1].

## Совместимость
«MZ-5» может работать с любыми объективами Pentax. Необходимо учесть лишь несколько нюансов:
- существуют объективы рассчитанные для использования с APS-C-камерами. Такие объективы дадут сильнейшее виньетирование;
- с объективами оснащёнными креплением KAF3 и KF не будет работать автофокус. Подтверждение фокусировки работать будет.